# Michael Jurack
Michael Jurack (14 de fevereiro de 1979) é um ex-judoca alemão.
Foi medalhista de bronze em Atenas, 2004.